# Chaulhac
Chaulhac è un comune francese di 70 abitanti situato nel dipartimento della Lozère nella regione dell'Occitania.

## Società

### Evoluzione demografica
Abitanti censiti